# Бородулин, Георгий Михайлович
Гео́ргий Миха́йлович Бороду́лин — советский хозяйственный деятель.

## Биография
Родился в 1911 году в Санкт-Петербурге. Член КПСС.
С 1927 года — на хозяйственной, общественной и политической работе. В 1927—1974 гг. — береговой матрос, моторист по двигателям легкого топлива в Ленинградском торговом порту, третий, второй, старший механик на рыболовных траулерах РТ-56 «Белуга», РТ-51 «Лещ», и РТ-55 «Кета», старший механик на яхте Мурманского тралового флота «Жемчужина Севера», участник Великой Отечественной войны, командир БЧ-5 посыльного судна «ПС-1», главный инженер приемо-транспортной конторы Кольского госрыбтреста, главный инженер, начальник управления «Мурмансельдь», начальник управления «Севрыбхолодфлот».
Почётный гражданин города-героя Мурманска.
Умер в Ленинграде в 1991 году.